# 莎乐美 (1570年)
《莎乐美》是提香的一幅布面油画，绘制于 1570 年左右，现由私人收藏。注意提香绘制过多幅关于这一题材的作品，如1515年作品（现藏于罗马） 、1550年作品（现藏于马德里）等。